# Резолюция 268 на Съвета за сигурност на ООН
Резолюция 268 на Съвета за сигурност на ООН е приета на 28 юли 1969 г. след оплакване на Замбия от военно нападение, извършено на нейна територия от португалски военни части, намиращи се в Мозамбик.
На 15 юли 1969 постоянният представител на Замбия в ООН изпраща писмо до председателя на Съвета за сигурност, с което от името на правителството на Замбия моли за свикване на заседание на Съвета, което да разгледа поредния случай на умишлено нарушение на териториалната цялост на Замбия от португалските колониални власти в Мозамбик, които на 30 юни 1969 г. обстрелват селището Лоте, окръг Катете, намиращо се в пограничните райони на Източната провинция на Замбия с Мозамбик. В писмото си постоянният представител заявява, че бомбардировката е причинила материални щети и смъртта на двама невинни граждани на Замбия. Писмото напомня, че серия непредизвикани действия на Португалия вече са били донесени до знанието на Съвета, и подчертава, че инцидентът от 30 юни само потвърждава агресивните намерения на португалското правителство. Като напомня, че страната му има изконно право на самоотбрана, гарантирано ѝ от Устава на ООН, замбийският представител предупреждава, че действията на Португалия могат да доведат до възникването на по-сериозно положение. Във връзка с това писмото предава молбата на замбийското правителство за свикване на заседание на Съвета за сигурност, което да обсъди и приеме мерки срещу действията на Португалия, които представляват заплаха за международния мир и сигурност.
След като изслушва становищата на страните, Съветът за сигурност приема Резолюция 268, която осъжда Португалия за военното нападение над Лоте и нанесените от него материални щети и човешки загуби. Резолюцията изисква Португалия да се въздържа от всякакви бъдещи нарушения на териториалната цялост на Замбия и от непровокирани нападения срещу територията ѝ. Освен това документът изисква незабавно освобождаване и репатриране на всички цивилни от Замбия, които са били отвлечени от португалските военни части, опериращи в Ангола и Мозамбик, както и връщане на всяко движимо имущество, което португалските военни незаконно са отнесли от територията на Замбия. Съветът за сигурност предупреждава португалските власти, че ако страната не се съобрази с резолюцията, той ще бъде принуден да обсъди допълнителни мерки.
Резолюция 268 е приета с мнозинство от 11 гласа при четирима въздържали се – Франция, Испания, Обединеното кралство и Съединените щати.